# Erich Übelacker
Erich Übelacker (19 de octubre de 1899 - 30 de junio de 1977) era un ingeniero automovilístico alemán.

## Semblanza
Übelacker estudió ingeniería mecánica en la Universidad Técnica de Praga y posteriormente trabajó allí como asistente del profesor Rudolf Dörfl. Entre 1927-1939 perteneció a la plantilla del fabricante de automóviles checoslovaco Tatra (radicado en Kopřivnice, Moravia) bajo la dirección de Hans Ledwinka . Junto con el hijo de Ledwinka, Erich Ledwinka, Übelacker desarrolló el Tatra tipo 57 y diseñó los primeros coches aerodinámicos Tatra con motores traseros refrigerados por aire, los T77, T77a, T87 y T97.
Entre 1939 y 1941 trabajó para la fábrica de automóviles austriaca Steyr, y posteriormente se mudó a Daimler-Benz en Stuttgart, donde construyó motores turbina entre 1941 y 1945. Como soldado capturado tras la Segunda Guerra Mundial, continuó el trabajo con motores turbina en Turbomeca en Pau, Francia. De 1949 a 1961 fue diseñador jefe de automóviles utilitarios y especiales de Borgward en Bremen, Alemania, registrando un gran número de patentes técnicas relacionadas con el diseño de automóviles.